# Basílica Menor Nossa Senhora do Patrocínio
A Basílica Menor Nossa Senhora do Patrocínio é uma igreja católica com título de basílica, localizada no município brasileiro de Araras, no estado de São Paulo. Em 15 de agosto de 2010, Sua Santidade, o Papa Bento XVI, elevou a igreja matriz de Nossa Senhora do Patrocínio de Araras à dignidade de basílica. Possui em seu interior um museu e uma loja de artigos religiosos.
A devoção pelo título mariano de Nossa Senhora do Patrocínio começou com a família do barão Bento Lacerda Guimarães, em 1862, quando foi construída a Capela de Nossa Senhora das Araras — como foi chamada inicialmente. Em março de 1865, a família doou um terreno que foi usado para construção da igreja da padroeira da que se tornou a padroeira do município, Nossa Senhora do Patrocínio, em 1879. A fundação ocorreu em 15 de agosto do mesmo ano, sendo concluída em 27 de janeiro de 1881. Seu estilo arquitetônico é o neoclássico, projetado pelo arquiteto Tristão Franklin de Alencar e constitui uma réplica da Basílica de São João de Latrão, em Roma.
A Diocese de Limeira concede indulgências aos que visitarem a basílica com "reta intenção em adquiri-la, fazer o ato de contrição, confessar-se, comungar na Missa e rezar um Pai-Nosso e uma Ave-Maria pelas intenções do Santo Padre, o Papa".

## Galeria

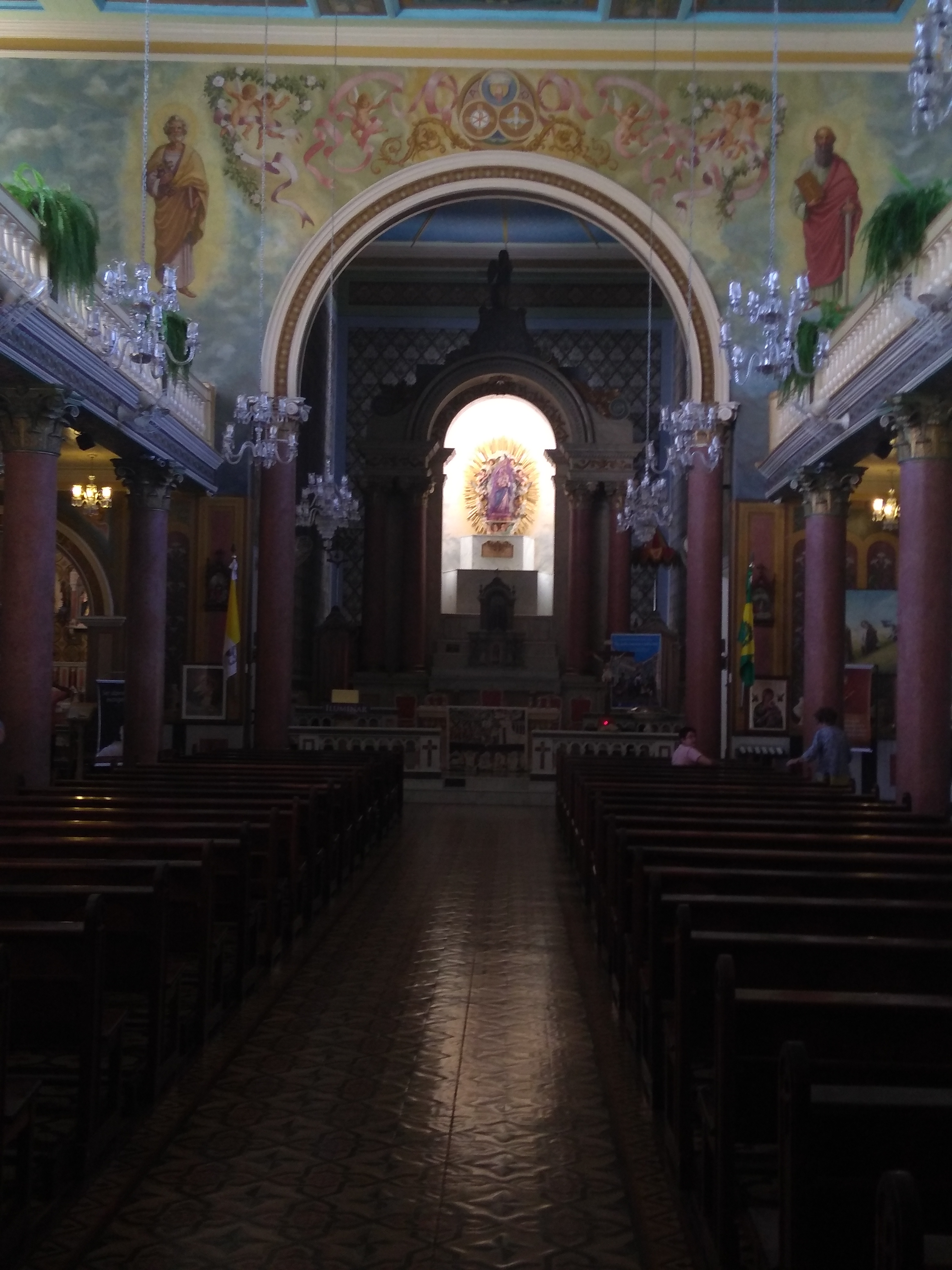
Nave da igreja
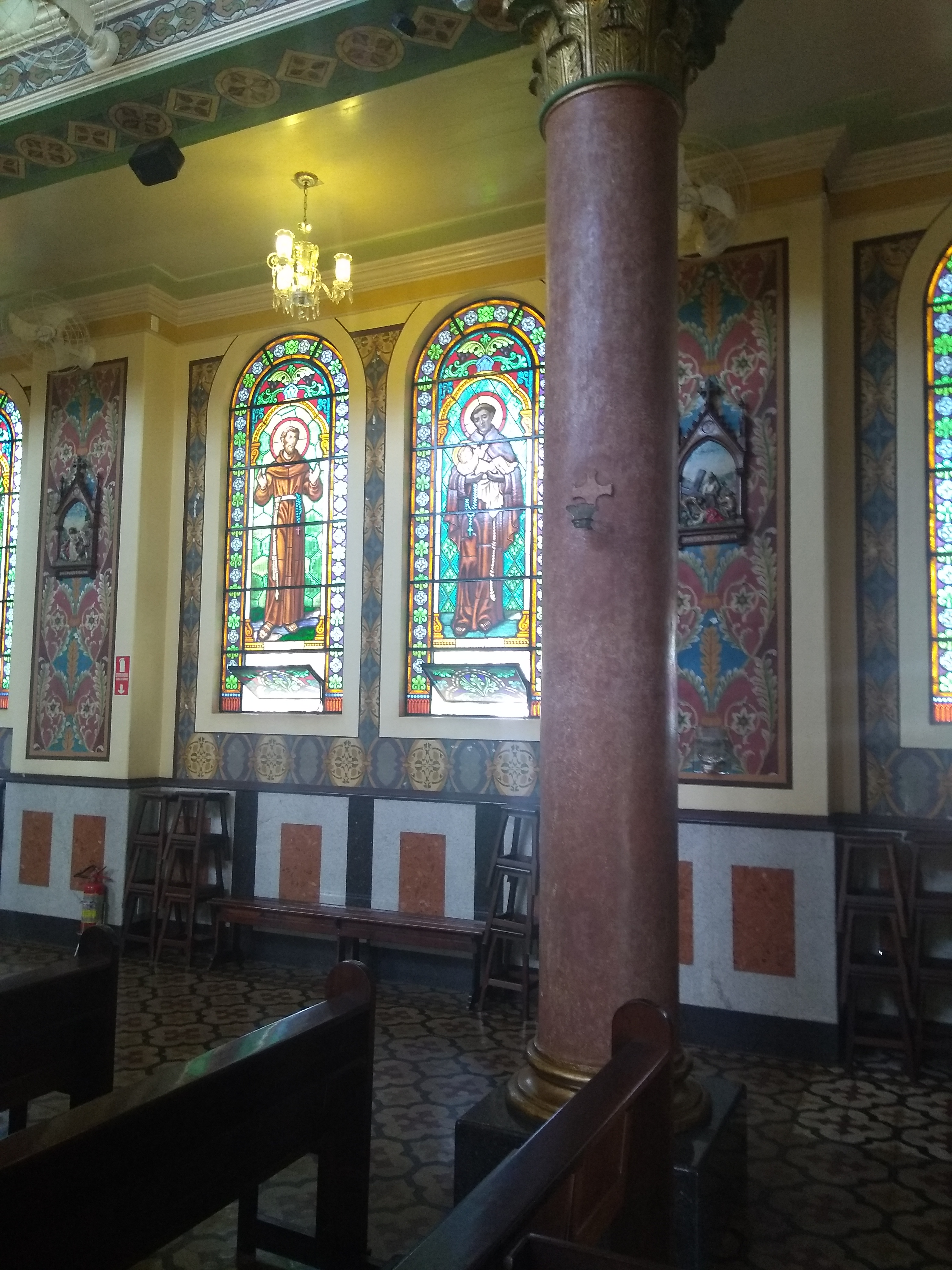
Vitral
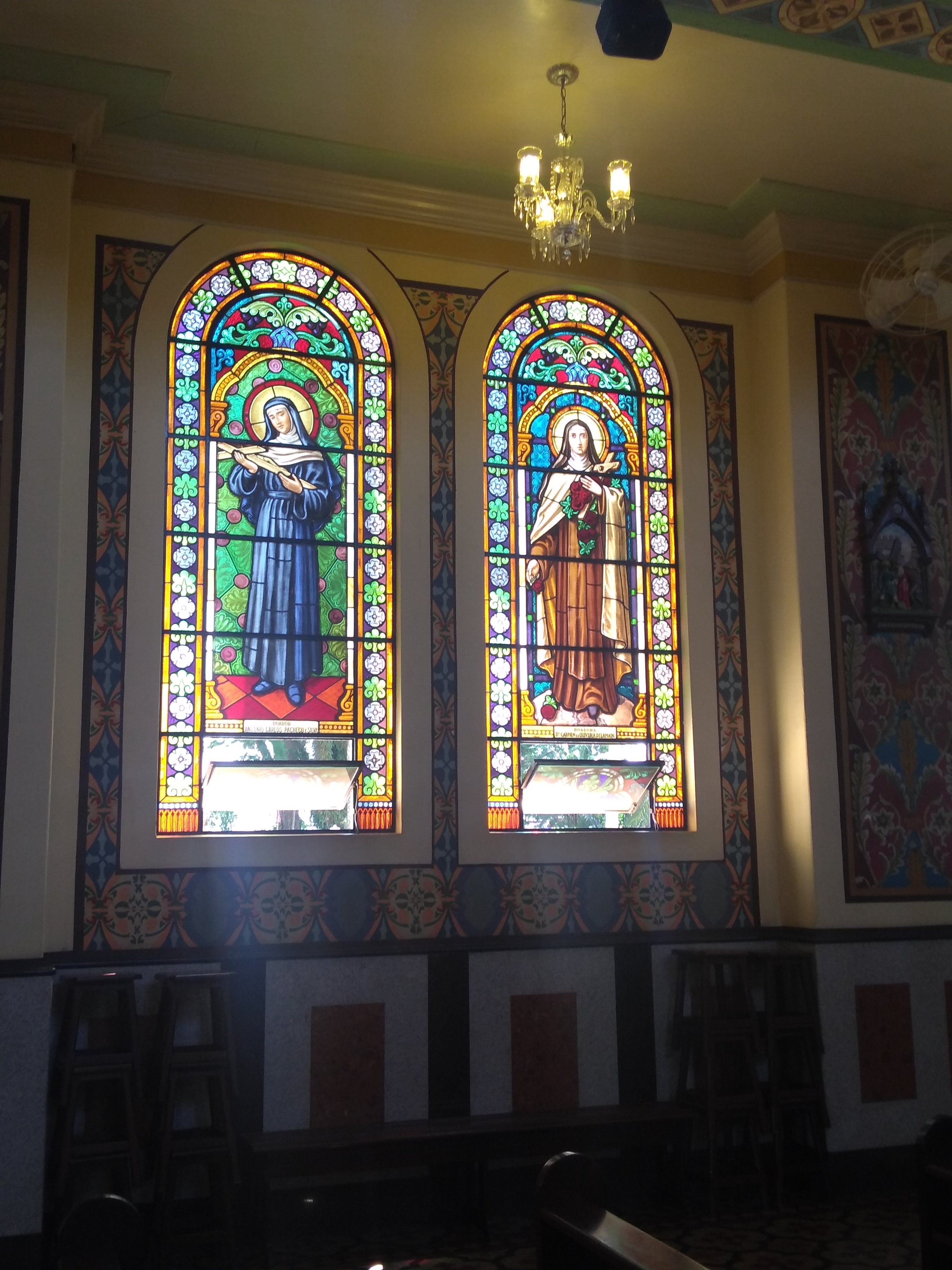
Vitral
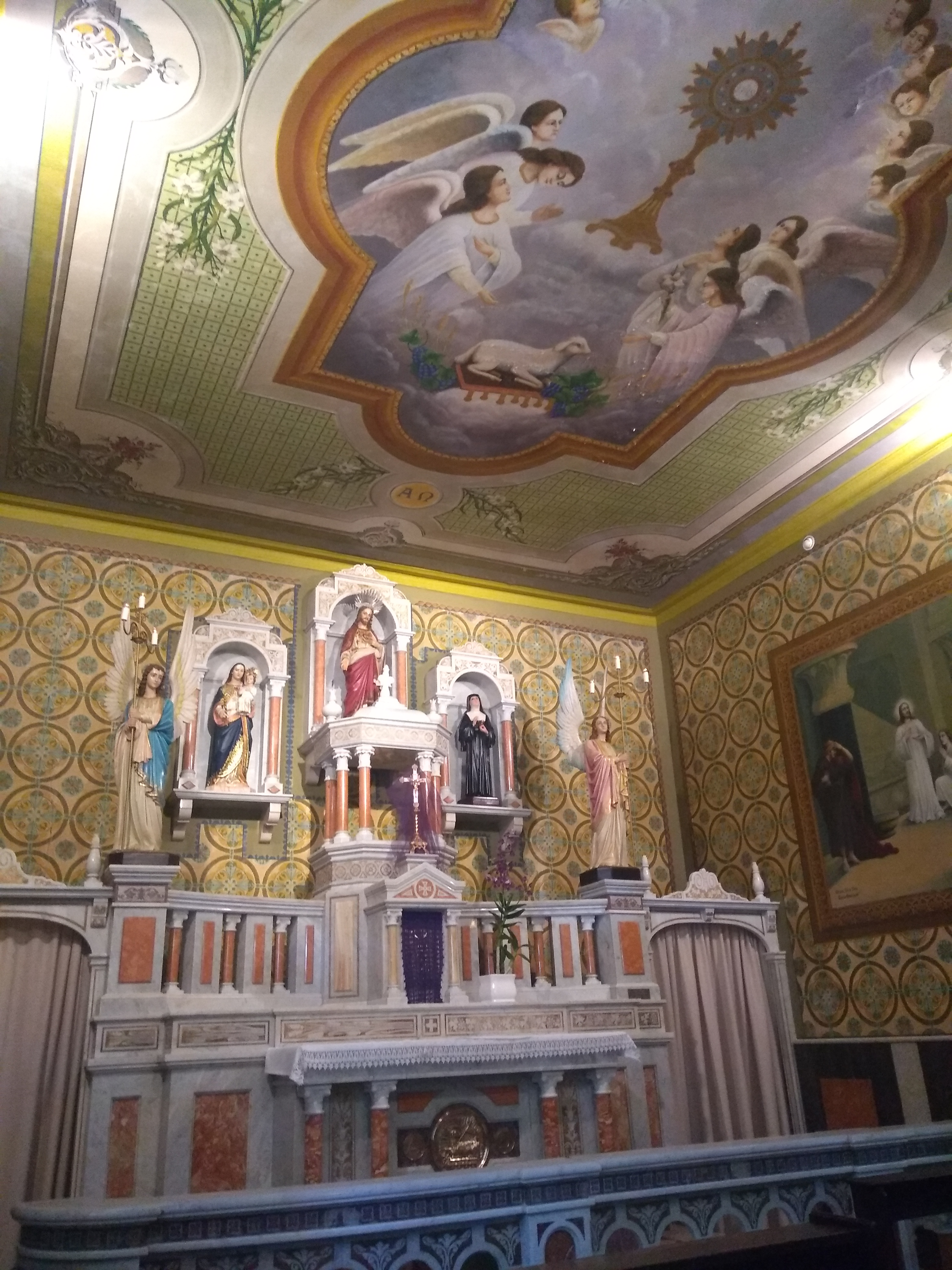
Capela do Santíssimo
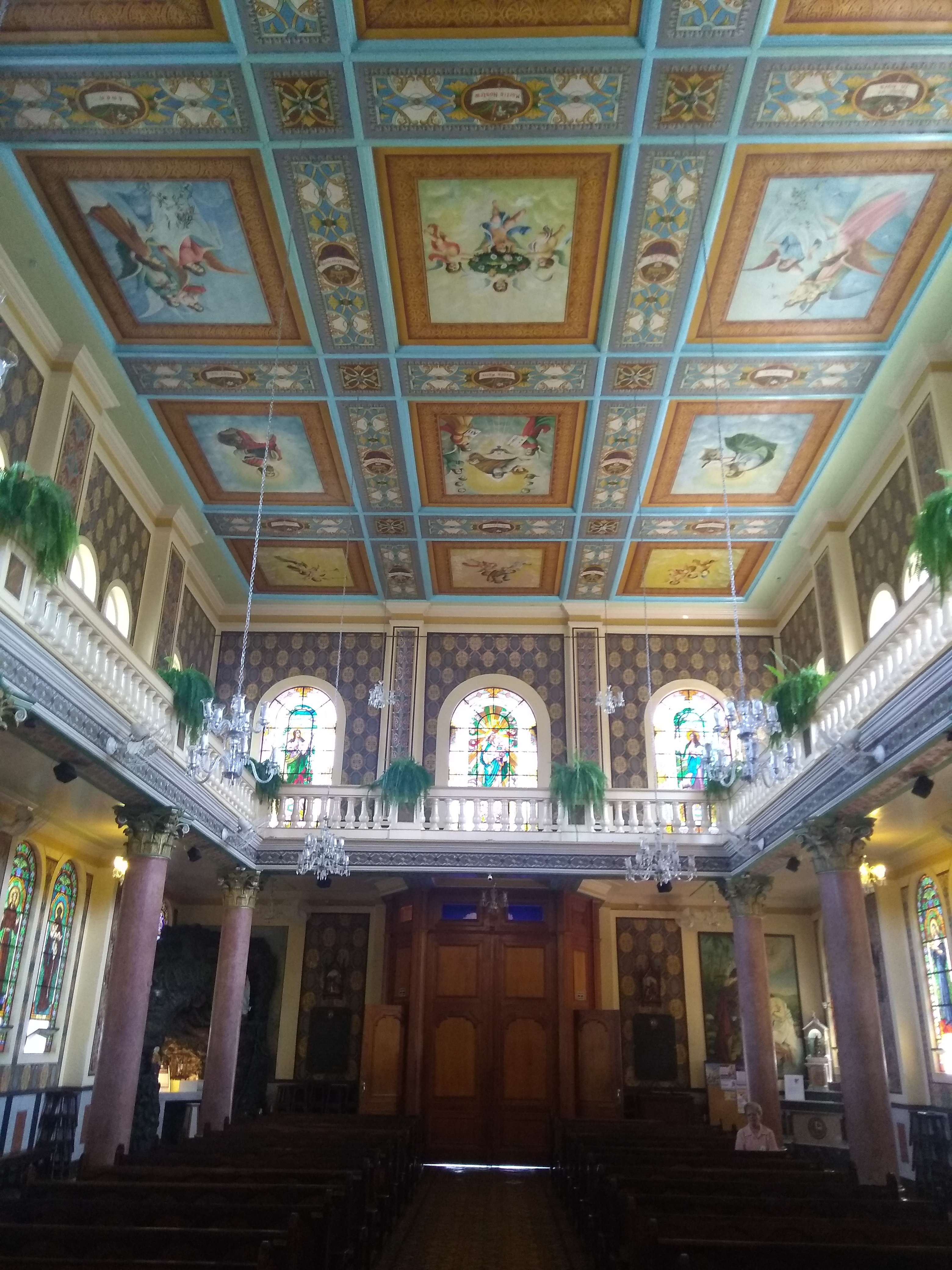
Teto
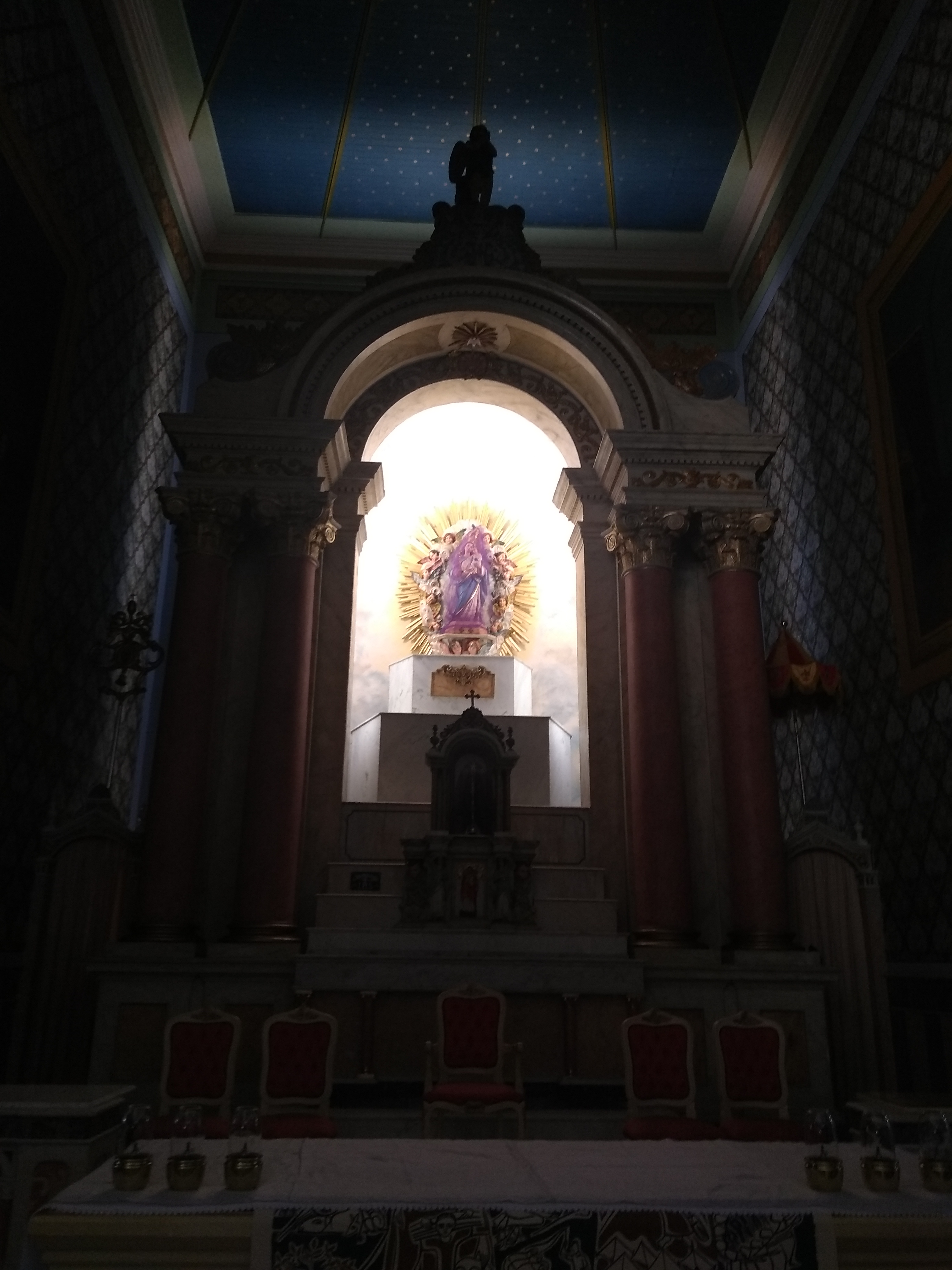
Imagem de Nossa Senhora do Patrocínio no presbitério